# Dieter Giebken
Dieter Giebken (ur. 9 grudnia 1959 w Münster) – niemiecki kolarz torowy i szosowy reprezentujący RFN, pięciokrotny medalista torowych mistrzostw świata.

## Kariera
Pierwsze sukcesy w karierze Dieter Giebken osiągnął w 1978 roku, kiedy zdobył złote medale mistrzostw kraju w wyścigu tandemów oraz sprincie indywidualnym. Na mistrzostwach świata w Amsterdamie w 1979 roku razem z Hansem-Peterem Reimannem zdobył srebrny medal w tandemach. W parze z Fredym Schmidtke powtórzył ten wynik na mistrzostwach w Brnie w 1981 roku i mistrzostwach w Leicester w 1982 roku. Podczas mistrzostw świata w Zurychu w 1983 roku Schmidtke i Giebken zajęli trzecie miejsce w tej konkurencji, zostali jednak zdyskwalifikowani za doping. W 1985 roku Giebken wystartował w keirinie na mistrzostwach świata w Bassano, gdzie wywalczył brązowy medal, przegrywając tylko z Ursem Freulerem ze Szwajcarii i Włochem Ottavio Dazzanem. Ostatni medal zdobył na rozgrywanych w 1986 roku mistrzostwach świata w Colorado Springs, gdzie rywalizację w keirinie zakończył na drugiej pozycji za Belgiem Michelem Vaartenem. Startował także w wyścigach szosowych, ale głównie na arenie krajowej. Wielokrotnie zdobywał medale torowych mistrzostw kraju, ale nigdy nie wystąpił na igrzyskach olimpijskich.